# Dysschema melaina
Dysschema melaina là một loài bướm đêm thuộc phân họ Arctiinae, họ Erebidae.